# اندیس مرمریت ۳۴۵۳
مرمریت ۳۴۵۳ یک اندیس مصالح ساختمانی است که در حوالی شهر سعادت آباد استان فارس قرار دارد و مادهٔ معدنی موجود در آن، مرمریت است.سنگ میزبان این اندیس سنگ آهک مارنی است و دیرینگی آن به دوران پالئوسن می‌رسد. 